# Littleton (Colorado)
Littleton je město rozkládající se v okresech Arapahoe County a Douglas County a Jefferson County ve státě Colorado ve Spojených státech amerických. Littleton je zároveň správním městem Arapahoe County. Je 20. nejlidnatějším městem ve státě Colorado. Nachází se 14 kilometrů jižně od Denveru a necelých 90 kilometrů severně od Colorado Springs. Leží na řece South Platte v Koloradské piedmontní plošině v oblasti velkých planin několik mil východně od pohoří Front Range.
K roku 2020 zde žilo 45 652 obyvatel. S celkovou rozlohou 36 km² byla hustota zalidnění 1 282 obyvatel na km². V roce 1999 se město dostalo do zájmu médií poté, co se v jeho blízkosti odehrál masakr na Columbine High School. Řada médií tehdy přitom mylně uváděla, že škola se nachází právě v Littletonu, ačkoliv ve skutečnosti se škola nachází v nedaleké komunitě zvané Columbine. 